# Gouvernement Novosibirsk
Het gouvernement Novosibirsk (Russisch: Новониколаевская губерния, Novonikolajevskaja goebernija) was een gouvernement (goebernija)  binnen de Russische Socialistische Federatieve Sovjetrepubliek. Het gouvernement bestond van 13 juni 1921 tot 25 mei 1925. Het gouvernement ontstond uit delen van de gouvernementen Altaj, Omsk en Tomsk van het keizerrijk Rusland. Het gouvernement had vijf oejazden Kainsk, Kamenski, Kargatski, Novonikolajevski en Cherepanovski. In 1924 provincies zijn de oejazden onderverdeeld in districten (6 tot 13 districten in het gouvernement). Op 25 mei 1925 werden de gouvernementen en oejazden opgeheven. Het grondgebied werd een deel van de nieuwe Siberische regio. De hoofdstad was Novonikolajevsk, nu weer Novosibirsk geheten.